# Аймалин
Аймалин — индольный алкалоид, выделенный из корней растения раувольфии змеиной (Rauvolfia serpentina) семейства Кутровые (Apocynaceae). Впервые выделен индийскими учёными S. Siddiqui и R. Siddiqui в 1931 году и получил название в честь основателя исследовательского института в Дели по имени Ajmal Khans. Структурная формула установлена Вудвордом (Woodward) в 1956 году. Стереохимическая структура выяснена в 1958 году.

## Свойства
Является третичным однокислотным индолиновым основанием средней силы. Образует хлоргидрат (т. пл. 253—255 °C), пикрат (т. пл. 126—127 °C) и т. д. Кристаллизуется с тремя молекулами воды. Безводный аймалин имеет температуру плавления 158—160 °C. При воздействии C2H5OH или нагревании до 200 °C изомеризуется с образованием изоаймалина (температура плавления — 264—265 °C) — алкалоида, содержащегося в том же растении.

## Фармакологическое действие и применение
Используется как антиаритмическое лекарственное средство подгруппы IC. Снижает возбудимость миокарда, замедляет атриовентрикулярную и внутрижелудочковую проводимость, подавляет автоматизм синусно-предсердного узла. Не оказывает влияния на сократимость миокарда. В отдельных случаях может снижать артериальное давление. Практически не оказывает седативного и снотворного действия.
Применяется при пароксизмальной желудочковой и наджелудочковой тахикардии, пароксизмах мерцания или трепетания предсердий, наджелудочковой и желудочковой экстрасистолии.
Противопоказан при синусовой брадикардии, атриовентрикулярной, межпредсердной и внутрижелудочковой блокаде, артериальной гипотензии, кардиогенном шоке, тяжёлых формах хронической сердечной недостаточности.
Используется для провокации контролируемого приступа аритмии при диагностическом тесте на синдром Бругада.
Выпускается в виде раствора для внутривенных инъекций и в виде драже. Входит в состав ряда препаратов (раунатин, пульснорма).